# Àfanes arvense
L'àfanes arvense (Alchemilla arvensis), és una espècie de planta amb flors dins la família de les rosàcies.
Addicionalment pot rebre els noms d'alquemil·la arvense i peu de lleó. També s'han recollit la variant lingüística afanes arvense.

## Distribució
És una planta nadiua d'Europa, incloent els Països Catalans, i nord d'Àfrica.

## Descripció
És una planta herbàcia perenne una mica més petita que Alchemilla vulgaris. Té les fulles d'un centímetre de llargada. Les flors no tenen peduncle i són també petites i verdoses.

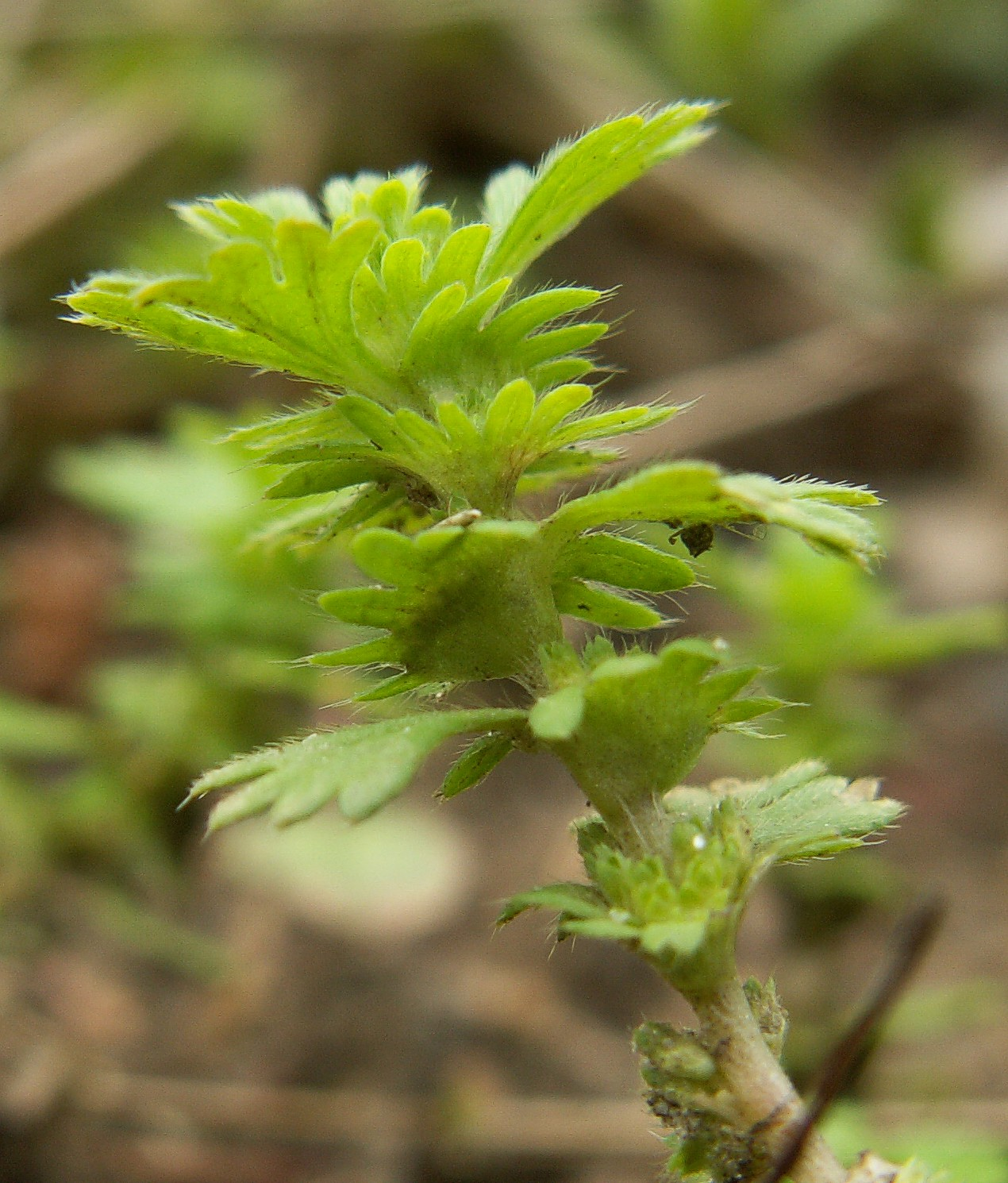
Detall de les fulles

## Propietats
- Són utilitzades com a diürètic, emolient i per afeccions renals.

## Taxonomia
Alchemilla arvensis va ser descrita per (Lamb.) Rich. i A.Rich. i publicada en Flora Carniolica, Editio Secunda 1: 115. 1771.
Sinònims
- Aphanes arvensis L. basiònim
- Alchemilla arvensis (L.) Scop.
- Alchemilla cuneifolia Nutt. ex Torr. i A.Gray
- Alchemilla occidentalis Nutt. ex Torr. & A.Gray
- Aphanes occidentalis (Nutt. ex Torr. & A.Gray) Rydb[3]
- Alchemilla delicatula Germà Sennen
- Aphanes delicatula Sennen
- Percepier arvensis (L.) Moench